# Ammobaculites
Ammobaculites es un género de foraminífero bentónico de la subfamilia Ammomarginulininae, de la familia Lituolidae, de la superfamilia Lituoloidea, del suborden Lituolina y del orden Lituolida. Su especie tipo es Spirolina agglutinans. Su rango cronoestratigráfico abarca desde el Kinderhookiense (Carbonífero inferior) hasta la Actualidad.

## Discusión
Clasificaciones previas incluían Ammobaculites en el suborden Textulariina del orden Textulariida, o en el orden Lituolida sin diferenciar el suborden Lituolina.

## Clasificación
Se han descrito numerosas especies de Ammobaculites. Entre las especies más interesantes o más conocidas destacan:
- Ammobaculites agglutinans
- Ammobaculites clifdenensis
- Ammobaculites coprolithiformis
- Ammobaculites duncani
- Ammobaculites fragmentarius

Un listado completo de las especies descritas en el género Ammobaculites puede verse en el siguiente anexo.